# 노알레

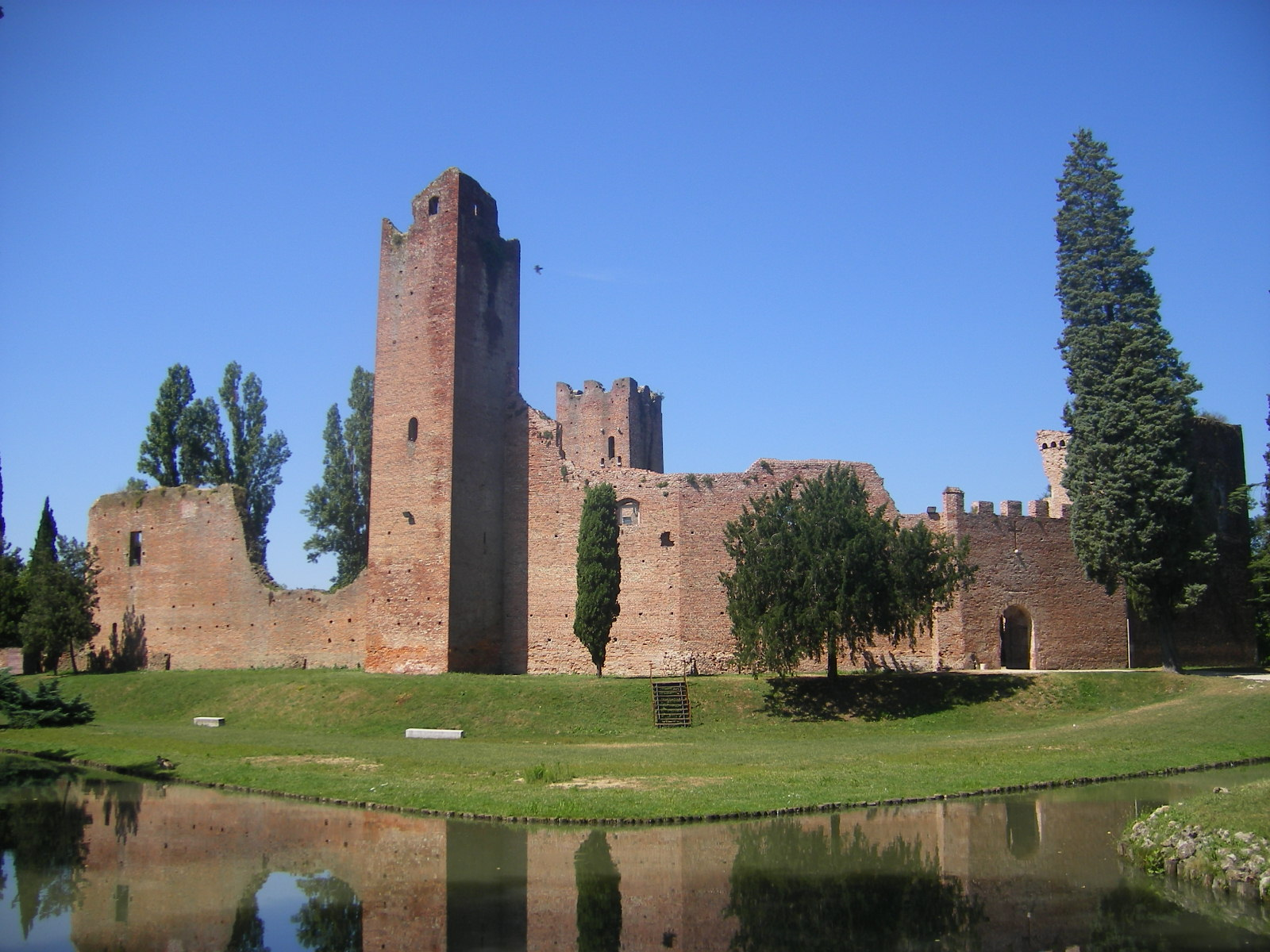
노알레

노알레(이탈리아어: Noale)는 이탈리아 베네토주 베네치아현에 위치한 코무네로 면적은 25km2, 높이는 18m, 인구는 15,619명(2008년 5월 31일 기준), 인구 밀도는 620명/km2이다.

## 자매 도시
- 아르메니아 딜리잔